# Carex appropinquata
Carex appropinquata es una especie de planta herbácea de la familia de las ciperáceas.

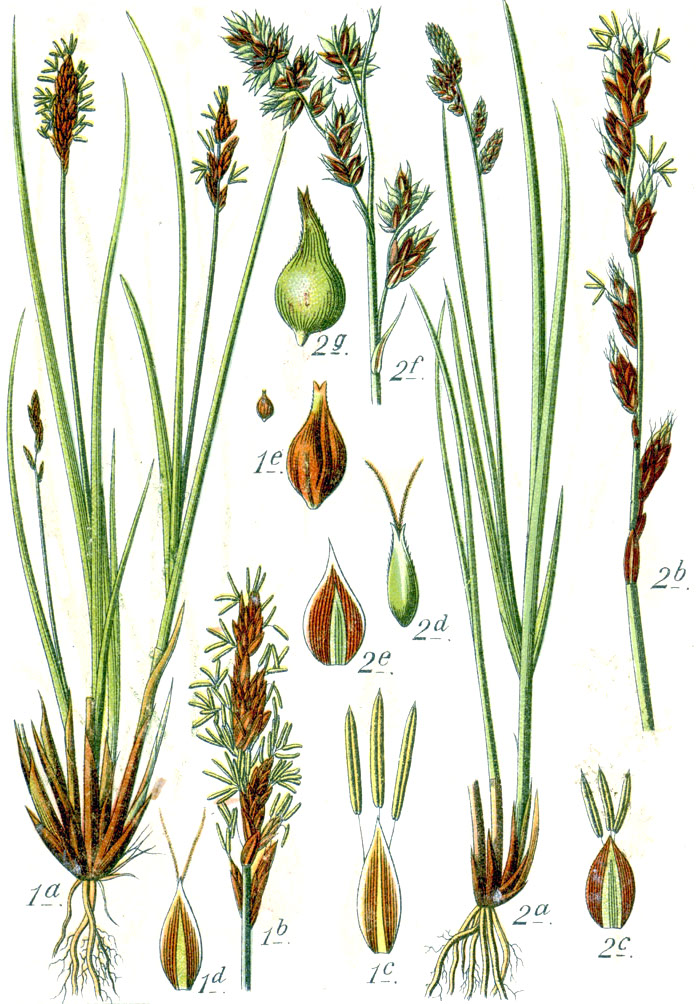
Ilustración n.º 1

## Descripción
Es una planta herbácea persistente con grandes grumos que alcanzan un tamaño de hasta 1 m de alto y 80 cm de ancho. Forma híbridos con Carex paniculata.

## Taxonomía
Carex appropinquata fue descrita por Heinrich Christian Friedrich Schumacher y publicado en Enumeratio Plantarum in Partibus Saellandiae Septentrionalis et Orietalis 1: 266. 1801.
Etimología
Ver: Carex
Sinonimia
- Carex paniculata var. paradoxa (Rchb.) Fiori
- Carex paradoxa Willd.
- Carex paradoxa forma brachystachya Schatz
- Carex paradoxa forma sparsiflora Lange
- Carex paradoxa var. gracilis Asch. & Graebn.
- Caricina paradoxa (Rchb.) St.-Lag.
- Vignea appropinquata (Schumach.) Soják
- Vignea paradoxa Rchb.[2][3]